# Zrakoplovna nesreća pokraj Zagreba 1976.
10. rujna 1976., Let 476 British Airwaysa, zrakoplov Hawker Siddeley Trident na putu iz Londona prema Istanbulu, sudario se u zraku pokraj Zagreba s Letom 550 Inex-Adria Avioprometa, zrakoplovom Douglas DC-9 na putu iz Splita prema Kölnu, Zapadnoj Njemačkoj. Sudar je posljedica pogreške u proceduri zagrebačkih kontrolora zračnog prometa.
Svih 176 ljudi na tim letovima su poginuli, učinivši to najsmrtonosnijim sudarom zrakoplova u zraku na svijetu do tada. Jedina je to nesreća sa smrtnim posljedicama koja je zadesila zrakoplov British Airwaysa, ujedno i najgora zrakoplovna nesreća u Hrvatskoj.

## Letovi
Let 476 British Airwaysa poletio je iz Zračne luke London Heathrow prema Zračnoj luci Atatürk u 08:32 UTC pod oznakom BA476, s 54 putnika i 9 članova posade. Tridentom 3B je upravljao iskusni kapetan, Dennis Tann (rođen 1932.), koji je u vrijeme nesreće prikupio 10.781 sat letenja. Pomagali su mu prvi časnik Brian Helm i mlađi prvi časnik Martin Flint.
Let 550 Inex-Adrije poletio je iz Zračne luke Split prema Zračnoj luci Köln Bonn u 09:48 UTC pod oznakom JP550. Nosio je 108 putnika, uglavnom njemačkih turista, i 5 članova posade. Zrakoplovom je upravljao kapetan Jože Krumpak (rođen 1925.), iskusni pilot s 10.157 sati letenja i prvi časnik Dušan Ivanuš. Inex-Adria bila je čarter zrakoplovna tvrtka sa sjedištem u Sloveniji.
Oba leta bila su rutinska sve do približavanja Zagreb VOR-u.

## Kontrola zračnog prometa
Sredinom 1970-ih, područje zagrebačke kontrole zračnog prometa bilo je jedno od najprometnijih u Europi usprkos tome što ga je nadzirao premalen broj loše opremljenih kontrolora. Zagreb VOR bio je točka javljanja za nekoliko pretrpanih zračnih ruta između sjeverne Europe i jugoistočne Europe, Bliskog istoka i iza. Zračni prostor bio je podijeljen po visinama na tri sektora: niži sektor ispod 25.000 stopa (7,62 km), srednji sektor između 25.000 i 31.000 stopa (7,62 - 9,45 km) te gornji sektor iznad 31.000 stopa (9,45 km).

## Nesreća
Prilikom ulaska u jugoslavenski zračni prostor iz Austrije, BA476 uspostavio je radio vezu sa zagrebačkim kontrolorom gornjeg sektora Gradimirom Tasićem u 10:04:12 UTC, obavjestivši ga da su na FL330 (FL, en. flight level - zračna razina; 330 - broj stopa puta 100: 33.000 stopa) i da bi trebali ući u Zagreb VOR u 10:14. Kontrolor je odgovorio naredbom da podese šifru transpondera na 2312 i da se jave kada uđu u VOR:
| 10:04:12 | BA476         | Zagreb, Bealine 476, good morning ["dobro jutro"]. |
|          | Zagreb gornji | Bealine 476, good morning, go ahead. ["Bealine 476, dobro jutro, izvolite."]                                                                                                  |
| 10:04:19 | BA476         | Er, 476, is Klagenfurt at 02, 330 and estimating Zagreb at one four. ["Um, 476 iz Klagenfurta u 02, 330 i očekuje Zagreb u jedan četiri."]                                    |
| 10:04:27 | Zagreb gornji | Bealine 476, roger, call me passing Zagreb, flight level 330, Squawk Alpha 2312. ["Bealine 476, prijam, javite mi prolazak Zagreba, razina leta 330, transponder alfa 2312."] |
| 10:04:40 | BA476         | 2312 is coming. ["2312 stiže."] |

Bila je to zadnja komunikacija s Tridentom prije nesreće.
U otprilike isto vrijeme, JP550 javio se kontroloru srednjeg sektora Bojanu Erjavecu tražeći povećanje visine leta; zrakoplov je bio na FL260. FL280 i FL310 nisu bile dostupne, stoga je Erjavec obavjestio JP550 o situaciji i ponudio FL350, što su piloti prihvatili. Za dozvolu povećavanja visine leta bilo je potrebno tražiti dozvolu kontrolora gornjeg sektora. Erjavec je mahnuo Tasiću da obrati pozornost na njega, ali Tasić (koji je sam nadzirao gornji sektor jer je njegov kolega Mladen Hochberger otišao po Nenada Tepeša, Tasićevu zamjenu koja je kasnila) bio je prezauzet da bi ga se ometalo. Kontroleru srednjeg sektora Gradimiru Pelinu tada je naređeno da koordinira penjanje zrakoplova DC-9 s Tasićem.
Prema riječima Pelina, odšetao je do konzole gornjeg sektora noseći trakicu o letu JP550. Pitao je Tasića smije li se DC-9 uspeti na FL350. Tasić je uzeo trakicu od Pelina i pogledao je, potom upitao gdje se zrakoplov trenutno nalazi. Pelin je tada pokazao na točkicu na ekranu koja se približava Kostajnici. Tasićev odgovor bio je: "Da, može se uspeti." Pritom je Pelin primijetio zrakoplov na ekranu koji dolazi iz smjera Metlika i pitao Tasića za njega, koji je odgovorio: "Pričekaj dok se ne prođu." Pelin se vratio ekranu srednjeg sektora da se uvjeri da je dobro identificirao DC-9 na ekranu gornjeg sektora pa je ponovno otišao do Tasića gdje su obojica promatrala točkice dok se nisu prošle, nakon čega je Tasić dozvolio uspon zrakoplova JP550. Pelin je tada zazvao Erjaveca i rekao: "Da, diži ga." Na to je Erjavec naredio zrakoplovu DC-9 da se uspne na FL350. Bilo je to u 10:07:40.
U 10:12:03, JP550 javio je zagrebačkom kontroloru srednjeg sektora da se zrakoplov uspinje na razinu 310. Zadnje upute koje je Erjavec dao JP550-ici bile su da se jave kontroloru gornjeg sektora na 134.45 MHz i da prestanu odašiljati svoju trenutnu šifru transpondera. Naredivši JP550-ici na transponder "u pripravnosti", Erjavec je jednostavno oslobodio šifru za srednji sektor. Podaci o letu DC-9 bi tada nestali s njegovog ekrana pa bi zrakoplov ostao samo točka među mnogim drugima. Da je sve kod ove predaje bilo po planu, DC-9 bi dobio novu šifru na prvom javljanju kontroloru gornjeg sektora te bi bio pravilno identificiran na ekranu gornjeg sektora sa svojim brojem leta i očitanjem visine. Ali, to nije bila normalna predaja zbog nezgodne koordinacije uspona. Također, Tasić je bio zauzet ostalim prometom, a JP550 mu se nije odmah javio. Razlog je mogao biti zauzeta frekvencija, ali i piloti su mogli odgoditi javljanje zbog nekog nepoznatog razloga.
U trenutku kada se JP550 javio kontroloru gornjeg sektora u 10:14:04, već je bio stigao u Zagreb VOR i uspinjao se kroz FL325. Kontrolor je odmah zatražio potvrdu visine zrakoplova:
| 10:14:04 | JP550         | Dobar dan, Zagreb, Adria 550.                                             |
| 10:14:07 | Zagreb gornji | Adria 550, Zagreb, dobar dan, go ahead ["izvolite"].                      |
| 10:14:10 | JP550         | 325 crossing Zagreb at one four. ["325, prolazi Zagreb u jedan četiri."]. |
| 10:14:14 | Zagreb gornji | What is your present level? ["Koja je vaša trenutna visina?"]             |
| 10:14:17 | JP550         | 327.                                                                      |

Uočivši neposrednu opasnost od sudara, Tasić je naredio JP550 da se prestane uspinjati, ali na srpsko-hrvatskom jeziku, što je bilo protivno propisima. To je značilo da je zrakoplov British Airwaysa, iako je čuo razgovor, vrlo teško mogao shvatiti o neposrednoj opasnosti u kojoj su se nalazili. Kontrolorov zadnji pokušaj da izbjegne katastrofu izokrenuo je nešto što bi možda bilo za dlaku u puni sudar zato što, dok se JP550 izravnao, bio je na razini 330, ravno onoj na kojoj je bio BA476.
| 10:14:22 | Zagreb gornji | [zamuckivanje] ... e... zadržite se na toj visini i javite prolazak Zagreba.                                |
| 10:14:27 | JP550         | Kojoj visini?                                                                                               |
| 10:14:29 | Zagreb gornji | Na kojoj ste sada u penjanju jer... e... imate avion pred vama na... [nije koherentan] 335 s leva na desno. |
| 10:14:38 | JP550         | OK, ostajemo točno 330.                                                                                     |

Sudar se dogodio u 10:14:41. Pola minute kasnije, Tasić je pokušao kontaktirati BA476 i narediti im da ga obavijeste kada prijeđu iduću putnu točku kod Našica, ali odgovor je dobio od drugog zrakoplova:
| 10:15:06 | Zagreb gornji | Bealine 476, Zagreb... report passing Našice ["javite prolazak Našica"].    |
| 10:15:12 | BE778         | Beatours 778, were you calling...? ["Beatours 778, jeste li nas zvali...?"] |
| 10:15:14 | Zagreb gornji | Negative. ["Ne."]                                                           |

Tasić je nastavio pozivati BA476 i JP550, igorirajući pozive drugih zrakoplova, ali uzalud:
| 10:15:50 | Zagreb gornji | Adria 550, Zagreb...   |
| 10:16:00 | Zagreb gornji | Adria 550, Zagreb...   |
| 10:16:14 | Zagreb gornji | Adria 550, Zagreb...   |
| 10:16:32 | Zagreb gornji | Adria 550, Zagreb...   |
| 10:16:42 | Zagreb gornji | Adria 550, Zagreb...   |
| 10:16:50 | Zagreb gornji | Bealine 476, Zagreb... |
| 10:16:58 | Zagreb gornji | Bealine 476, Zagreb... |

U međuvremenu, Lufthansin Boeing 737 se kretao istočno po UB5 na razini 290 prema Zagrebu, samo 15 milja (24 km) iza Tridenta. Kopilot je primijetio bljesak svjetlosti i potom, iz oblaka dima, dva zrakoplova koja padaju prema tlu. Lufthansin kapetan, Josef Kröse, viđenje je prijavio Erjavecu, kontroloru srednjeg sektora.
| 10:15:40 | Capt Kröse R/T | ...e Zagreb! It is possible we have a mid-air collision in sight. We have two aircraft going down, well, almost below our position now. ["...e Zagreb! Moguće je da imamo sudar u zraku. Imamo dva zrakoplova koja padaju, pa, skoro ispod naše trenutne pozicije."] |

Ovo je izrečeno toliko uznemirenim glasom da Erjavec nije mogao razumjeti što mu je rečeno. (Kasnije, preslušavajući snimak ovog poziva, sam kapetan Kröse imao je poteškoće u razumijevanju vlastitih riječi). Lufthansin kapetan morao je ponavljati svoju poruku nekoliko puta.
| 10:18:12 | Capt Kröse R/T | It is possible that the other aircraft ahead of us had a mid-air collision....er...just overhead Zagreb. We had two aircraft going down with a rapid rate of descent...and there was also smoke coming out. ["Moguće je da je drugi zrakoplov ispred nas imao sudar u zraku...um...taman iznad Zagreba. Imali smo dva zrakoplova koja su se spuštala brzom stopom pada...također se i dimilo."] |

Kad su implikacije onoga što se govorilo sinule Erjavecu, pogledao je preko prema kontroloru gornjeg sektora. Na svojem položaju sjedio je Tasić, blijedog lica u šoku. Polagano je skinuo slušalice sa svojih ušiju i postavio ih na konzolu ispred njega.
Dva su se zrakoplova sudarila iznad grada Vrbovca, sjevernoistočno od Zagreba. Zadnjih pet metara lijevog krila DC-9 presjekao je Tridentov kokpit i prednju putničku kabinu. Eksplozivna dekompresija Tridenta prouzročila je raspad prednjeg trupa aviona; Trident je pao, udarivši od tlo repom i proklizavši kratku udaljenost. DC-9, bez više od trećine svojeg lijevog krila, odmah je zaronio nosom i zabio se u tlo udarivši prvo desnim krilom. Nitko tko je bio na bilo kojem od dva leta nije preživio.
Policajac koji je bio među prvima koji su došli na mjesto nesreće izvjestio je o bebi na tlu koja je "još pokazivala slabe znakove života pored britanskog zrakoplova, no čak i da je hitna pomoć stigla prije mene, bilo bi prekasno da ju se spasi."

## Suđenje
Do podneva toga dana, svi kontrolori bili su privedeni na ispitivanje. Kasnije su svi pušteni osim Tasića koji je ostao u pritvoru do suđenja.
Suđenje je započelo 11. travnja 1977. na Okružnom sudu u Zagrebu (današnji Županijski sud). Svi kontrolori bili su optuženi po članku 271., stavka 72. Kaznenog zakona Jugoslavije kao "osobe koje ugrožavaju željeznički, pomorski ili zračni promet, ugrožavaju živote ljudi i imovinu."
Tasić je jedini proglašen krivim, stoga je bio osuđen na sedam godina zatvorske kazne. Nakon peticije koju su potpisali kontrolori zračnog prometa, odlučeno je da je Tasić upotrebljen kao žrtveni jarac, nakon čega je pušten 29. studenog 1978. Odslužio je gotovo dvije godine i tri mjeseca zatvorske kazne.

## Popularna kultura
Granada TV snimila je 1979. godine igrani film Put prema sudaru, dramatiziranu rekonstrukciju događaja koji su doveli do nesreće u kojoj glumi Antony Sher.
Prva hrvatska televizijska obrada prikazana je u dvodijelnoj epizodi Padala su tijela serije Nesreća na HRT-u 2019. godine.

## Vanjske poveznice
- Završno izvješće o nesreći 9/82(  Arhivirana inačica izvorne stranice od 2. lipnja 2012. (Wayback Machine)) – Jugoslavenski federalni odbor za promet i komunikacije druga komisija istrage, objavila Podružnica za istragu zračnih nesreća Ministarstva trgovine i industrije Ujedinjenog Kraljevstva
  - Dodaci(  Arhivirana inačica izvorne stranice od 2. lipnja 2012. (Wayback Machine))
- Izvješće o nesreći 5/77(  Arhivirana inačica izvorne stranice od 2. lipnja 2012. (Wayback Machine)) Jugoslavenska federalna uprava civilnog zrakoplovstva Komisija za istragu zrakoplovnih nesreća. Objavila Podružnica za istragu zračnih nesreća.
  - Dodaci(  Arhivirana inačica izvorne stranice od 1. lipnja 2012. (Wayback Machine))
- Izvješće stranice AirDisaster.com o sudaru pokraj Zagreba
- Fotografija zrakoplova Trident G-AWZT prije sudara, preuzeto s Airliners.net
- Fotografija zrakoplova DC-9 YU-AJR prije sudara, preuzeto s Airliners.net
- Još sanjam kofere kako padaju s neba. Jutarnji list. 30. kolovoza 2008. Pristupljeno 4. svibnja 2017.
- 'Danima smo gledali kako traže leševe i stavljaju ih u vreće...'. 24sata. 10. rujna 2016. Pristupljeno 12. veljače 2018.